# دهیدروآندروسترون
دهیدروآندروسترون(به انگلیسی: Dehydroandrosterone) (DHA) ، یا 5-دهیدروآندروسترون(به انگلیسی: 5-dehydroandrosterone) (5-DHA) ویا ایزوآندروستنولون(به انگلیسی: isoandrostenolone) یک هورمون استروئیدی با اثرات آندروژنیک است. این هورمون اندوژن (درونزاد) می باشد .   این ترکیب به همراه سایر آندروژن های ضعیف مانند آندروستندیول و آندروستندیون در غدد فوق کلیوی تولید و ترشح می شود . 